# Oberbrombach
Oberbrombach est une municipalité allemande située dans le land de Rhénanie-Palatinat et l'arrondissement de Birkenfeld.

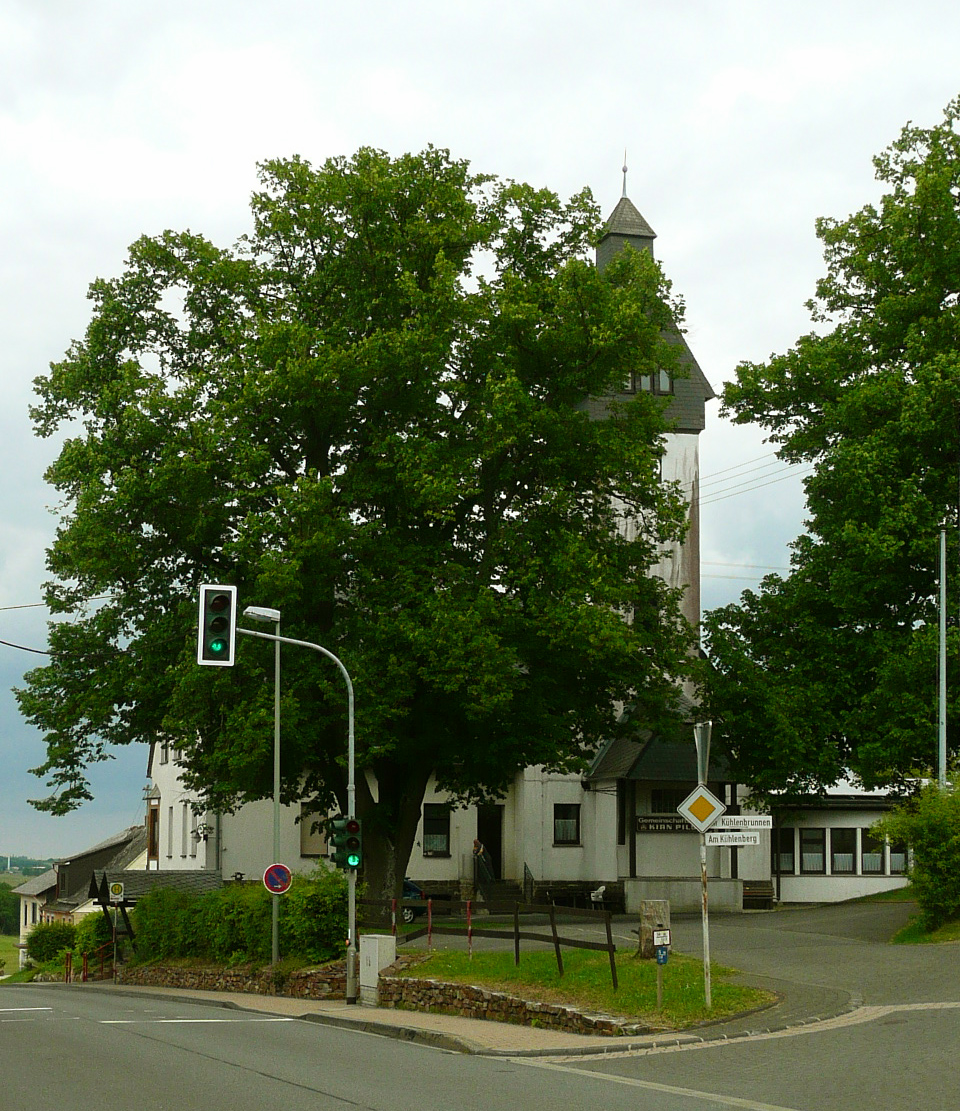
Quereinhaus du XIXe siècle